# Balanus reticulatus
Balanus reticulatus är en kräftdjursart som beskrevs av Huzio Utinomi 1967. I den svenska databasen Dyntaxa används istället namnet Amphibalanus reticulatus. Enligt Catalogue of Life ingår Balanus reticulatus i släktet Balanus och familjen havstulpaner, men enligt Dyntaxa är tillhörigheten istället släktet Amphibalanus och familjen havstulpaner. Arten har ej påträffats i Sverige. Inga underarter finns listade i Catalogue of Life.